# فیلیپ نیوسی
فیلیپ نیوسی (انگلیسی: Filipe Nyusi؛ زادهٔ ۹ فوریهٔ ۱۹۵۹) یک سیاست‌مدار اهل موزامبیک و رئیس‌جمهور کنونی این کشور از سال 2015 است.